# Дружба (Каменский район)
Дружба — деревня в Каменском районе Тульской области России.
В рамках административно-территориального устройства входит в Соклаковский сельский округ Каменского района, в рамках организации местного самоуправления включается в Яблоневское сельское поселение.

## География
Расположена в 11 км к юго-западу от райцентра, села Архангельское, и в 113 км к югу от областного центра, г. Тулы. 

## История
В 1961 году указом Президиума Верховного Совета РСФСР деревня Могилки переименована в Дружба.

## Население
| 2010 |
| ---- |
| 27   |